# Niclas Kvarnström (läkare)
Sven Niclas Kristian Kvarnström född 17 november 1973 är en svensk läkare och transplantationskirurg.

## Biografi
Kvarnström är läkare, och har i sin verksamhet fokuserat på transplantationskirurgi. Han disputerade 2017 på en avhandling om fördelar och risker med organdonationer från levande personer. Kvarnström har engagerat sig i olika aspekter av transplantationskirurgi, och kunde 2022 som verksamhetschef för Transplantationscentrum på Sahlgrenska Universitetssjukhuset se tillbaka på ett toppår (2022) med avseende på antalet genomförda transplantationer. Det goda resultatet berodde enligt Kvarnström bland annat på den nya donationslag 1 juli 2022 som medger fortsatt vård av patienter vars liv inte går att rädda, samt ett ökat antal donatorer.
Kvarnström har medverkat till att introducera arbetssättet DCD (Donation after Circulatory Death). Vid DCD kan njurar, lever, lungor och pancreas tas tillvara. I andra länder har i enstaka fall även hjärta och tarm tillvaratagits. Olika organ har olika känslighet för sviktande cirkulation och DCD kommer främst kunna öka antalet njurar. I maj 2025 medverkade Kvarnström med ett team från Sahlgrenska Universitetssjukhusets Transplantationscentrum och Regionalt Donationscentrum Väst i en utbildningsinsats i Reykjavik så att den första DCD-donationen på Island kunde genomföras.
Kvarnströms vetenskapliga publicering har (2025) enligt Scopus över 2 400 citeringar och ett h-index på 22.